# Маунт-Калвері (Вісконсин)
Маунт-Калвері (англ. Mount Calvary) — селище (англ. village) в США, в окрузі Фон-дю-Лак штату Вісконсин. Населення — 548 осіб (2020).

## Географія
Маунт-Калвері розташований за координатами 43°49′26″ пн. ш. 88°14′28″ зх. д. / 43.82389° пн. ш. 88.24111° зх. д. (43.823837, -88.241103).  За даними Бюро перепису населення США в 2010 році селище мало площу 2,72 км², з яких 2,72 км² — суходіл та 0,00 км² — водойми.

## Демографія
Згідно з переписом 2010 року, у селищі мешкали 762 особи в 201 домогосподарстві у складі 151 родини. Густота населення становила 280 осіб/км².  Було 215 помешкань (79/км²).
Расовий склад населення:
| - 83,6 % — білих - 8,3 % — азіатів - 1,3 % — чорних або афроамериканців - 1,0 % — корінних американців - 5,2 % — осіб інших рас |

До двох чи більше рас належало 0,5 %. Частка іспаномовних становила 10,9 % від усіх жителів.
За віковим діапазоном населення розподілялося таким чином: 39,6 % — особи молодші 18 років, 44,3 % — особи у віці 18—64 років, 16,1 % — особи у віці 65 років та старші. Медіана віку мешканця становила 26,8 року. На 100 осіб жіночої статі у селищі припадало 174,1 чоловіків;  на 100 жінок у віці від 18 років та старших — 106,3 чоловіків також старших 18 років.
Середній дохід на одне домашнє господарство  становив 65 407 доларів США (медіана — 63 750), а середній дохід на одну сім'ю — 79 682 долари (медіана — 79 286). За межею бідності перебувало 5,5 % осіб, у тому числі 0,0 % дітей у віці до 18 років та 19,0 % осіб у віці 65 років та старших.
Цивільне працевлаштоване населення становило 288 осіб. Основні галузі зайнятості: освіта, охорона здоров'я та соціальна допомога — 26,7 %, будівництво — 18,8 %, виробництво — 18,4 %.